# Alvena
Alvena es un pueblo canadiense situado en la provincia de Saskatchewan.

## Superficie
Alvena tiene una superficie de 0,43 km².

## Demografía
En 2021, tenía 75 habitantes, una densidad poblacional de 173,2 hab./km², y 52 viviendas.